# Johann Joachim Susemihl
Johann Joachim Susemihl (* 1756 in Bössow; † 14. Mai 1797 in Wien) war ein deutscher evangelisch-lutherischer Geistlicher und der zweite Superintendent der Evangelischen Kirche A.B. in Österreich in Wien. 

## Leben
Joachim Susemihl stammte aus einer mecklenburgischen Pastorendynastie und war ein Sohn des Pastors der Dorfkirche Bössow Johann Bernhard Susemihl (* um 1718 in Bössow; † 1766 ebenda). Er studierte Evangelische Theologie an der Universität Bützow und an der Universität Kiel. Nach seinem Examen ging er als Konrektor an die Deutsche Schule in Stockholm. Von dort kam er 1782 als Gesandtschaftsprediger an die Königlich Schwedische Gesandtschaftskapelle in Wien. Als diese 1787 aufgehoben wurde, erhielt er die Berufung zum Pastor der Kirche St.-Margarethen in Patzig auf Rügen in Schwedisch-Vorpommern. 
1796 wurde er als Nachfolger von Johann Georg Fock Erster Prediger an der Lutherischen Stadtkirche in Wien. Am 8. August 1796 wurde er zum ersten geistlichen Rat des Konsistoriums A.B. und zum Superintendenten der Evangelischen Superintendentur A. B. Wien (die damals auch die evangelisch-lutherischen Pfarrgemeinden in Nieder- und Innerösterreich umfasste) ernannt.
Sein ältester Sohn Franz Wilhelm Adolph Ludwig wurde Teilhaber der Buchhandlung von Georg Joachim Göschen und heiratete im Juni 1816 dessen Tochter Henriette, starb aber schon am 30. Dezember 1816. Zwei weitere Söhne Joachim Bernhard Susemihl und Gustav Susemihl wurden Verwaltungsjuristen in dänischen Diensten.

## Schriften
- Abschiedsrede des bisherigen Conrectors und itzigen kgl. schwed. Gesandtschaftspredigers zu Wien Herrn Joachim Susemihl, und Glückwünschungsrede des Scholaren der öbersten Klasse C.E. Sandberg, gehalten d. 14 Dec. 1782 im deutschen Schulhörsaale: Auf Verlangen und Kosten einiger Schulfreunde. Stockholm, gedruckt in der Kumblinschen Druckerey, 1783
- Sammlung einiger Predigten bey besonderen Veranlassungen. Kiel 1795
- Sammlung einiger Predigten. Leipzig: Göschen 1797